# Google搜尋趨勢
Google搜尋趨勢（英語：Google Trends），舊稱Google搜索解析（Google Insights for Search），是Google开发的一款服务，该索引显示了与不同语言和地区在Google的搜索查询的频率。

## 计算方法
搜索兴趣由 Google 搜索兴趣计算，意思是关键字的查询次数/Google搜索查询总数。然后通过将关键字的所有兴趣数据除以该日期范围内的最高兴趣点，对结果进行索引并标准化为范围从 0 到 100 的相对值。在区域分析方面，它是每个国家/地区内搜索兴趣的标准化指示。例如，如果澳大利亚的指数为 100，肯尼亚的指数为 66，那么在澳大利亚搜索该特定关键字的人数比在肯尼亚的人数要多。但是，该计算并未反映互联网人口对搜索人数的影响。搜索。因此，它没有考虑发展中国家可能对可持续性感兴趣但没有计算机或无法访问互联网的人数。这种方法的一个缺点是它低估了对主题感兴趣的发展中国家人口（即数据受到非代表性抽样偏差的影响)。

## 特点
Google搜索解析提供一些条目未来的搜索趋势预测。Google搜索解析现在还提供一项新功能，向用户提供条目搜索分析的HTML代码，这样用户就可以在自己的web页面中嵌入条目的搜索分析结果。
值得注意的是，分析结果与关键字的顺序密切相关，关键字的位置不同会得到不同的结果。